# ニューポート・ジャズ・フェスティバル・イン・斑尾
ニューポート・ジャズ・フェスティバル・イン・斑尾 (Newport Jazz Festival in Madarao) とは、1982年に始まった、斑尾高原で毎夏（7月、8月）催されるジャズ・フェスティバル。大規模野外イベント。

## 概要
スキーリゾート斑尾高原（1972年斑尾高原スキー場開場）の10周年記念事業として、ニューポート・ジャズ・フェスティバルを誘致して始まった。地元のペンション経営者らが構想し、1981年ジョージ・ウェインを招いて形を作った。夏の高原で、ゲレンデを観客席に、ビールでも飲みながら野外でジャム・セッションを楽しむ趣向のイベント。当地の様々なレジャーと組み合わせて楽しむことが出来る。
なお1995～1997年は開催されておらず、2004年以降もスポンサーが集まらないことから開催されていない。

## 開催年月日とステージ
- 1982年7月27日 - 31日（バドワイザー）
  - The Great Quartet
  - ジェリー・マリガン・オーケストラ
  - ディジー・ガレスピー・カルテット
  - Carmen McRae and Trio
  - スパイロ・ジャイラ
  - 佐藤允彦トリオ
  - ネイティブ・サン
- 1983年8月3日 -7日（バドワイザー）
  - The Great Quartet
  - Stuff
  - メイナード・ファーガソン・ビッグバンド
  - Tania Maria Group
  - 本多俊之 & New Burning Wave
  - 日野皓正グループ
- 1984年8月1日 - 5日（バドワイザー）
  - 斑尾オールスターズ
  - B.B.キングオーケストラ
  - Texas Tenors
  - ゲイリー・バートン・カルテット
  - スパイロ・ジャイラ
- 1985年8月1日 - 5日（バドワイザー）
  - デイヴ・ブルーベック・カルテット
  - Jon Faddis Quartet
  - Woody Herman All Stars
  - ブランフォード・マルサリス・セクステット
  - Steps Ahead
  - ディジー・ガレスピー & Diane Schuur
- 1986年7月31日 - 8月3日（バドワイザー）
  - B.B.キングオーケストラ
  - フレディ・ハバード・オールスターズ
  - リー・リトナー & Diane Schuur
  - ウェイン・ショーター・カルテット
  - Newport All Stars
  - ダーティー・ダズン・ブラス・バンド
  - ClarkTerry & Jon Faddis
- 1987年8月5日 - 9日（バドワイザー）
  - ディジー・ガレスピー・ビッグバンド
  - Terrence Blanchard / Donald Harrison Quintet
  - ジャッキー・マクリーン・アンド・マル・ウォルドロン・カルテット
  - ブランフォード・マルサリス・カルテット
  - Ellis Marsalis, Larry Coryell, Biréli Lagrène, Emestine Anderson, Jame Moody
- 1988年8月5日 - 7日（バドワイザー）
  - ライオネル・ハンプトン・アンド・ヒズ・オーケストラ
  - Celia Cruz / ティト・プエンテ・アンド・ヒズ・ラテンジャズ・アンサンブル
  - Marc Johnson Bass Desires
  - The Ritz
  - MALTA Hit & Run
- 1989年8月4日 - 6日（バドワイザー）
  - Joe Williams Trio
  - ザ・ジョー・ザヴィヌル・シンジケート
  - スーパー・サックス
  - セルジオ・メンデス・アンド・ブラジル '89
  - Jon Faddis All Star Quintet
  - Jay McShann
- 1990年8月3日 - 5日（バドワイザー）
  - パティ・オースティン / ドン・グルーシン・グループ
  - Herbie Mann Group
  - ミッシェル・カミロ・トリオ
  - Bob Berg / Mike Stem Group
  - ジョナサン・バトラー・グループ
- 1991年8月2日 - 4日（バドワイザー）
  - ザ・ジョー・ザヴィヌル・シンジケート
  - B.B.キングオーケストラ
  - Jon Faddis Quartet
  - Diane Schuur Trio
  - ディジー・ガレスピー
- 1992年7月31日 - 8月2日（NIPPON EXPRESS）
  - ニューヨーク・ジャズ・ジャイアンツ
  - Dr.John and The New Island Social & Pleasure Club
  - JB Horns featurig メイシオ・パーカー, Fred Wesley and Pee Wee Ellis
  - ギル・エヴァンス・オーケストラ
  - Charmaine Neville Band
  - Roy Hargrove
- 1993年8月6日 - 8日（NIPPON EXPRESS）
  - Betty Carter and Her Trio
  - Lrakere
  - Thomas Chapin Trio / Quintet
  - Toshiyuki Miyama & New Herd
  - 斑尾オールスターズ
- 1994年8月5日 - 7日（NIPPON EXPRESS）
  - B.B.キングオーケストラ
  - カーネギー・ホール・ジャズ・バンド
  - Groove Collective
  - Larry Goldings Trio
  - ジョシュア・レッドマン
- 1995年
  - 中止
- 1996年
  - 中止
- 1997年
  - 中止
- 1998年7月31日 - 8月2日（シティグループ・プライベートバンク）
  - Randy Crawford
  - Eliane Elias
  - ロイ・エアーズ
  - Kevin Mahogany
  - Regina Carter Quintet
- 1999年8月6日 - 8日（シティグループ・プライベートバンク）
  - Mingus Big Band
  - メイシオ・パーカー・バンド
  - マッコイ・タイナー・バンド
  - 小曽根真・トリオ
  - Monday満ちる
  - Mark DeRose Group
  - マイケル・ブレッカー
  - James Moody
- 2000年8月4日 - 6日（シティグループ・プライベートバンク）
  - Kind of Blue Band
  - ダイアン・リーヴス・グループ
  - Count Basie Orchestra
  - Ray Barretto Group
  - Liquid Soul
- 2001年8月3日 - 5日（シティグループ・プライベートバンク）
  - ウェイン・ショーター・カルテット
  - アルトゥーロ・サンドヴァル・セクステット
  - 熱帯ジャズ楽団
  - Kurt Elling Quartet
  - Karl Denson Tiny Universe
  - Toku with Band
- 2002年8月2日 - 4日（ボーダフォン）
  - ハンス・ダルファー
  - Los Hombres Calientes
  - Angélique Kidjo
  - ソウライヴ
  - ロニー・プラキシコ・グループ
  - Sarah Morrow Quintet
  - PE'Z
- 2003年8月1日 - 3日（ボーダフォン）
  - ディー・ディー・ブリッジウォーター
  - キャンディ・ダルファー・バンド
  - Jon Faddis
  - EdCherry Quartet
  - David Sánchez Quartet
  - ザ・バッド・プラス
  - Fried Pride
  - 小沼ようすけ with URB